# James May
James Daniel May (Bristol, 16 gennaio 1963) è un conduttore televisivo, giornalista e pilota automobilistico britannico.

## Biografia

### Primi anni
James è nato a Bristol, primo di quattro figli. Nei suoi primi anni ha frequentato la Caerleon Dotato Junior School di Newport.
Ha trascorso la sua adolescenza nello Yorkshire del sud dove frequentò la Oakwood Comprehensive School di Rotherham e fu corista nella chiesa di Whiston Parish.
È stato anche compagno di studi della star Dean Andrews di Life on Mars e Ashes to Ashes.
Si dimostrò un bravo flautista e pianista e perciò andò a studiare musica al Pendle College dell'Università di Lancaster. Dopo la laurea, ha brevemente lavorato in un ospedale a Chelsea per la gestione d'informazioni, ed ha avuto una breve esperienza nella pubblica amministrazione prima di lavorare per la rivista Autocar.

### Carriera
May è ben conosciuto al pubblico inglese per essere stato presentatore del programma televisivo motoristico Top Gear assieme a Jeremy Clarkson e Richard Hammond fino al 2015. Cura inoltre una rubrica settimanale nella sezione motoristica del Daily Telegraph.
In Top Gear il suo soprannome è Captain Slow ("capitan lento"), dovuto al suo stile di guida "tranquillo". Un altro soprannome che si è "guadagnato" nel corso della storia del programma è Captain Sense-Of-Direction ("capitan senso dell'orientamento"), perché non riesce a distinguere qual è la sua sinistra, qual è la sua destra e dove sta andando. Tuttavia May ha siglato delle prestazioni eccezionali di guida veloce. È diventato uno dei pochi al mondo ad avere portato la Bugatti Veyron alla sua velocità massima di 407 km/h, e la Bugatti Veyron Super Sport a 417 km/h, sebbene quest'ultimo traguardo sia stato superato da un pilota Bugatti che superò i 431 km/h. Il personaggio di May nello show è spesso preso in giro e subisce numerosi scherzi da parte di Jeremy Clarkson e Richard Hammond durante la trasmissione.
May e Jeremy Clarkson sono state le prime persone, insieme a un piccolo gruppo di supporto islandese, a raggiungere il Polo Nord magnetico in auto (una Toyota Hilux appositamente preparata, 4x4). La spedizione è stata trasmessa in uno speciale di Top Gear del 25 luglio 2007 e il 27 dicembre 2008 in Italia. Secondo Clarkson, James è stato "la prima persona a raggiungere il Polo Nord, ma che in realtà avrebbe voluto essere da tutt'altra parte".
È stato uno dei pochi uomini a volare con l'U2 statunitense, un aereo da ricognizione da altissima quota, per le riprese del documentario James May at the Edge of Space. Ha avuto modo di volare ai confini della stratosfera in tuta spaziale, obbligatoria su quel tipo di velivolo.
Durante lo Special della 19ª serie di Top Gear andata in onda nel 2013, arriva alla presunta sorgente del fiume Nilo dopo una lunga spedizione a bordo di una Volvo 850 attraverso l'Africa.
Dal 2016 conduce The Grand Tour su Amazon Video insieme a Jeremy Clarkson e Richard Hammond. 
Inoltre ha un canale scientifico su YouTube chiamato HeadSqueeze.
Nel 2021 conduce James May: Oh Cook!, un programma di cucina in sette episodi ognuno da 30 minuti su Amazon Video.

### Vita privata
James è sposato con la critica di danza Sarah Frater, con cui ha una relazione dal 2000 e vivono a Hammersmith.
Nel settembre 2020 ha rilevato la metà delle quote di un pub, The Royal Oak a Swallowcliffe nello Wiltshire, da lui soprannominato "The Roy". Partendo da questa esperienza, nel maggio 2022 ha lanciato la sua personale produzione di gin, il James Gin.

## Opere

### Televisione
- Top Gear (formato originale) (1999)
- Top Gear (11 maggio 2003-2015)
- James May's Top Toys (2005)
- Oz and James's Big Wine Adventure (2006)
- Inside Killer Sharks (2006)
- Top Gear of the Pops (2007)
- James May's 20th Century (2007)
- James May: My Sister's Top Toys (2007)
- Top Ground Gear Force (2008)
- Oz and James Drink to Britain (2009)
- James May on the Moon (2009)
- James May at the Edge of Space (2009)
- James May's Toy Stories (2009)
- L'involuzione della specie (2010)
- James May's Man Lab (2010 - 2013)
- Le invenzioni del XX Secolo (2012)
- Cars Of The People (2014)
- The Grand Tour (2016 - 2024)
- James May's Big Trouble in Model Britain (2019)
- James May - Il nostro agente in... (James May: Our Man in...) (2020-in produzione)
- James May: Oh Cook! (2020)

### DVD
- James Mays Motormania Car Quiz (2006)
- Oz and James's Big Wine Adventure, Prima stagione (2006)
- Oz and James's Big Wine Adventure, Seconda stagione (2008)

### Libri
- May on Motors (2006), ISBN 0-7535-1186-X
- Oz and James's Big Wine Adventure (2006), ISBN 0-563-53900-3
- Notes from the Hard Shoulder (2007), ISBN 978-0-7535-1202-9
- James May's 20th Century (2007), ISBN 978-0-340-95090-6
- Oh Cook!: 60 Easy Recipes That Any Idiot Can Make (2020), ISBN 978-1-911663-15-7

## Doppiatori italiani
- Alberto Angrisano in The Grand Tour, James May - Il nostro inviato in Giappone
- Stefano Albertini in Top Gear